# Waggonwerk Tichwin
Koordinaten: 59° 36′ 44,8″ N, 33° 29′ 36″ O
Das Waggonwerk Tichwin (russisch Тихвинский вагоностроительный завод, Tichwinski wagonostroitelny sawod) ist ein russisches Güterwagenwerk des Unternehmens United Wagon Company aus der Nähe von Sankt Petersburg. Das 2012 eröffnete Werk mit einer Fläche von 50 ha (233.000 m2) ist gleichzeitig eines der größten Industrieprojekte in Europa.
Seit 1963 befand sich in Tichwin eine Gießerei, die später dem Kirowwerk zugeordnet war. 2005 stellte Alexander Nesis seinen Plan vor, dort ein neues Werk für Güterwagen zu errichten.
2014 wurden knapp 10.000 Güterwagen hergestellt. Damit war das Waggonwerk Tichwin einer der größten Waggonhersteller in der GUS und Europa.
Das Werk hat eine automatisierte Fertigungslinie und ist mit modernen Anlagen wie Elektroöfen von Siemens VAI, Formanlagen von Heinrich Wagner Sinto, Werkzeugmaschinen von Danobat, Lackieranlagen von der Eisenmann AG, Schiebebühnen von Vollert und Schweißrobotern von KUKA Systems ausgestattet.
Das Waggonwerk Tichwin hat eine jährliche Produktionskapazität von 16.000 Güterwagen. Der erste Kunde war der Kohleförderer SUEK. Die Güterwaggons amerikanischer Bauart haben Diamond-Drehgestelle (Barber S-2-R) nach Lizenz von Wabtec mit Schraubenfedern, die auf eine Laufleistung von 500.000 km ausgelegt sind. Es werden Flachwagen, Schüttgutwagen und offene Güterwagen mit 23,5 oder 25 t Achslast hergestellt.